# Rachel Weisz
Rachel Hannah Weisz (přechýleně Weiszová; * 7. března 1970 Londýn, Anglie, Spojené království) je britská filmová herečka. Svojí kariéru zahájila se snímkem Smrtící stroj (1994). Ve stejném roce získala divadelní ocenění Critics' Circle Theatre Award za výkon v divadelní hře Design for Living. Zlom v kariéře nastal s rolí Evelyn Carnahan ve filmu Mumie (1999) a Mumie se vrací (2001). Za roli Tessy Quayle ve filmu Nepohodlný (2005) získala Oscara za nejlepší ženský herecký výkon ve vedlejší roli. Za roli ve filmu Favoritka (2018) získala Filmovou cenu Britské akademie v kategorii nejlepší ženský herecký výkon ve vedlejší roli a získala další nominaci na Oscara.

## Život

### Dětství
Narodila se v Londýně a vyrůstala na předměstí Hampstead Garden. Její matka, Edith Ruth (rozená Teich) se narodila ve Vídni a původním povoláním byla učitelka, později psychoterapeutka. Její otec, George Weisz byl maďarský vynálezce, který s celou rodinou uprchl do Anglie kvůli nacistické perzekuci. Otec Rachel Weisz byl aškenázský Žid a její matka je zmiňována buď jako katolička, jako Židovka, nebo osoba židovského původu. Rachel vyrůstala v intelektuální židovské domácnosti a samu sebe označuje jako Židovku. Má sestru, Minnie Weisz, která je umělkyní. Rachel vystudovala anglistiku na univerzitě v Cambridge.

### Kariéra
Během studií hrála ve studentských představeních souboru Talking Tongues, který spolu se spolužáky založila. Přelomová byla její role Gildy v muzikálu West End v divadle Gielgud Theatre. Svoji první televizní roli obdržela v seriálu Scarlet & Black. První menší filmovou roli ztvárnila ve filmu Bernarda Bertolucciho Svůdná krása (Stealing Beauty) z roku 1996. Do širšího povědomí vešla až rolí ve válečném filmu Nepřítel před branami.

### Osobní život
Byla zasnoubená s americkým režisérem Darrenem Aronofským, s nímž udržovala vztah v letech 2002–2010. Dne 31. května 2006 se jim narodil syn Henry Chance. Pár bydlel v East Village na Manhattanu. Předpokládalo se, že budou mít tradiční židovskou svatbu v nejstarší synagoze v New Yorku.
Po rozchodu s předchozím partnerem se v roce 2011 provdala za herce Daniela Craiga. 
V roce 2018 se jim narodila dcera Grace.

## Filmografie

### Film
| Rok  | Název                                                         | Role                                   | Poznámky |
| ---- | ------------------------------------------------------------- | -------------------------------------- | --- |
| 1994 | Smrtící stroj                                                 | pracovnice                             | |
| 1994 | Kdo nehraje, nevyhraje                                        | Elaine                                 | |
| 1996 | Řetězová reakce                                               | Dr. Lily Sinclair                      | |
| 1996 | Svůdná krása                                                  | Miranda Fox                            | |
| 1997 | Bent                                                          | prostitutka                            | |
| 1997 | Vem mě s sebou                                                | Marty Pilcher                          | |
| 1997 | Zrozeni z moře                                                | Amy Foster                             | |
| 1998 | Temná hra                                                     | Helen                                  | |
| 1998 | Armáda v sukních                                              | Agapanthus                             | |
| 1999 | Mumie                                                         | Evelyn Carnahan                        | |
| 1999 | Sluneční jas                                                  | Greta                                  | |
| 1999 | Historky z metra                                              | Angela                                 | |
| 2000 | Holčičky na zabití                                            | Petula                                 | |
| 2000 | This Is Not an Exit: The Fictional World of Bret Easton Ellis | Lauren Hynde                           | |
| 2001 | Nepřítel před branami                                         | Tania Chernova                         | |
| 2001 | Mumie se vrací                                                | Evelyn Carnahan O'Connell / Nefertiri  | |
| 2002 | Jak na věc                                                    | Rachel                                 | |
| 2003 | Chladnokrevně                                                 | Lily                                   | |
| 2003 | Sexuální rekonstrukce                                         | Evelyn Ann Thompson                    | |
| 2003 | Porota                                                        | Marlee                                 | |
| 2004 | Závist                                                        | Debbie Dingman                         | |
| 2005 | Constantine                                                   | Angela Dodson / Isabel Dodson / Mammon | |
| 2005 | Nepohodlný                                                    | Tessa Quayle                           | Oscar v kategorii nejlepší ženský herecký výkon ve vedlejší roli Cena Sdružení filmových a televizních herců v kategorii nejlepší ženský herecký výkon ve vedlejší roli Zlatý glóbus v kategorii nejlepší ženský herecký výkon ve vedlejší roli nominace – Critics' Choice Movie Awards v kategorii nejlepší ženský herecký výkon ve vedlejší roli nominace – Filmová cena Britské akademie v kategorii nejlepší ženský herecký výkon ve vedlejší roli                                                                                  |
| 2006 | Fontána                                                       | Isabel Creo                            | |
| 2006 | Eragon                                                        | Saphira (hlas)                         | |
| 2007 | Santa má bráchu                                               | Wanda                                  | |
| 2007 | Moje borůvkové noci                                           | Sue Lynne                              | |
| 2008 | Určitě, možná                                                 | Summer Hartley                         | |
| 2008 | Bratři Bloomovi                                               | Penelope                               | |
| 2009 | Pevné pouto                                                   | Abigail Salmon                         | |
| 2009 | Agora                                                         | Hypatia                                | |
| 2010 | Informátorka                                                  | Kathryn Bolkovac                       | |
| 2011 | 360                                                           | Rose                                   | |
| 2011 | Dům snů                                                       | Libby Atenton                          | |
| 2011 | Bezedné moře                                                  | Hester Collyer                         | nominace – Zlatý glóbus v kategorii nejlepší ženský herecký výkon v hlavní roli (drama) |
| 2012 | Bourneův odkaz                                                | Dr. Marta Shearing                     | |
| 2013 | Mocný vládce Oz                                               | Evanora                                | |
| 2014 | Whitey: United States of America v. James J. Bulger           | Samu sebe                              | dokument |
| 2015 | Humr                                                          | žena, která nevidí na blízko           | |
| 2015 | Mládí                                                         | Lena Ballinger                         | |
| 2016 | Známá neznámá                                                 | Alice Manning                          | |
| 2016 | Světlo mezi oceány                                            | Hannah Roennfeldt                      | |
| 2016 | Popírání holocaustu                                           | Deborah Lipstadt                       | |
| 2017 | Moje sestřenice Rachel                                        | Rachel Ashley                          | |
| 2017 | Neposlušnost                                                  | Ronit Krushka                          | také producentka |
| 2017 | The Mercy                                                     | Clare Crowhurst                        | |
| 2018 | Favoritka                                                     | Sarah Churchill                        | Critics' Choice Movie Awards v kategorii nejlepší obsazení Filmová cena Britské akademie v kategorii nejlepší ženský herecký výkon ve vedlejší roli nominace – Critics' Choice Movie Awards v kategorii nejlepší ženský herecký výkon ve vedlejší roli nominace – Oscar v kategorii nejlepší ženský herecký výkon ve vedlejší roli nominace – Cena Sdružení filmových a televizních herců v kategorii nejlepší ženský herecký výkon ve vedlejší roli nominace – Zlatý glóbus v kategorii nejlepší ženský herecký výkon ve vedlejší roli |
| 2021 | Black Widow                                                   | Melina Vostokoff                       | |
| 2025 | Thunderbolts*                                                 | Melina Vostokoff                       | postprodukce |

### Televize
| Rok  | Název              | Role                           | Poznámky                                                          |
| ---- | ------------------ | ------------------------------ | ----------------------------------------------------------------- |
| 1992 | Advocates II       | Sarah Thompson                 | TV film                                                           |
| 1993 | Inspektor Morse    | Arabella Baydon                | díl: „Twilight of the Gods“                                       |
| 1993 | Vražedné pobřeží   | Joey                           | díl: „Kamarádka Joey“                                             |
| 1993 | Scarlet and Black  | Mathilde                       | mini-série                                                        |
| 1994 | Seventeen          |                                | TV film                                                           |
| 1994 | Screen Two         | Becca                          | díl: „Dirtysomething“                                             |
| 1998 | My Summer with Des | Rosie                          | TV film                                                           |
| 2010 | Simpsonovi         | Dr. Thurmond (hlas)            | díl: „Lepší holub v hrsti než pes v boudě“                        |
| 2011 | Na straně osm      | Nancy Pierpan                  | TV film                                                           |
| 2023 | Smrtící podoba     | Beverly Mantle / Elliot Mantle | hlavní role, také výkonná producentka                             |
| 2023 | Co kdyby...?       | Melina Vostokoff (hlas)        | díl: „Co kdyby... Kapitánka Carterová bojovala s Hydra Stomperem“ |

### Divadlo

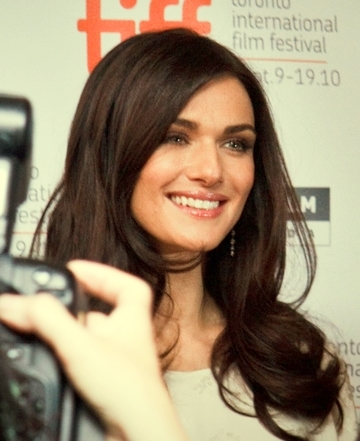
Rachel Weisz, 2010

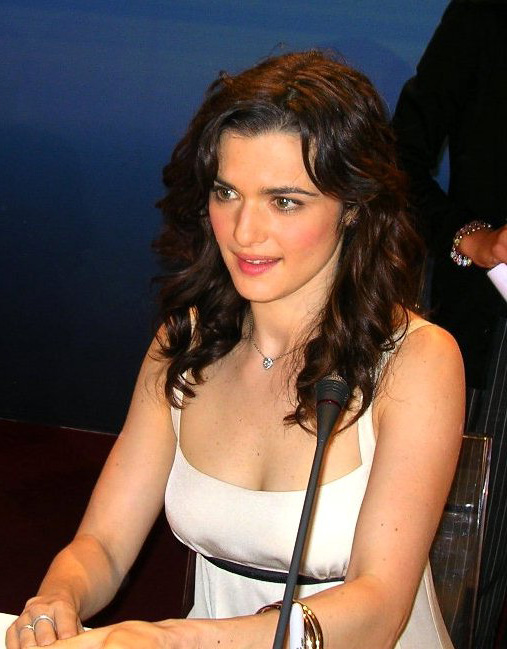
Rachel Weisz

| Rok  | Název                    | Role                | Poznámky                |
| ---- | ------------------------ | ------------------- | ----------------------- |
| 1994 | Láska mezi umělci        | Gilda               | Gielgud Theatre         |
| 1999 | Suddenly Last Summer     | Catherine           | Donmar Warehouse        |
| 1999 | Sexuální rekonstrukce    | Evelyn Ann Thompson | Almeida Theatre         |
| 2001 | Sexuální rekonstrukce    | Evelyn Ann Thompson | Promenade Theatre       |
| 2009 | Tramvaj do stanice Touha | Blanche DuBois      | Donmar Warehouse        |
| 2013 | Betrayal                 | Emma                | Ethel Barrymore Theatre |
| 2016 | Plenty                   | Susan Traherne      | The Public Theater      |